# Cosa (derecho)
Cosa, en derecho privado, corresponde al objeto de la relación jurídica, que puede ser un bien, un derecho o incluso una obligación, en la que además intervendrán personas, siendo éstas los sujetos de tal relación.
Sobre las cosas recaen los distintos derechos reales (como, por ejemplo, la propiedad) sobre los que son titulares las personas. Además, la cosa puede ser objeto de posesión, siendo este un hecho fáctico de gran importancia jurídica.

## Clasificación

### Según su movilidad
- Muebles: si se puede mover o trasladar de un lado a otro. Se clasifican en cosas semovientes e inanimadas.
  - Cosas semovientes: Que pueden trasladarse por sí mismas, como los animales.
  - Cosas inanimadas: que solo se mueven impulsadas por una fuerza externa, como las herramientas o los vehículos.
- Inmuebles: que no se pueden mover, como una casa, un terreno, un departamento o una finca.

### Según su naturaleza física
- Corporales: las que pueden percibirse por los sentidos y tienen una existencia concreta en la naturaleza, como una casa o un libro.

- Incorporales: no se puede tocar y solo pueden percibirse con el entendimiento, como los derechos subjetivos y sus acciones.

### Según su independencia
- Principales: que existen y subsisten por sí mismas, por ejemplo una hacienda.
- Accesorias: que solo cobran sentido acompañadas de una cosa principal, como el control remoto de un televisor, las cuerdas de una guitarra o un tractor en la hacienda antes citada.

### Según su utilización
- Consumibles: que se extinguen con su primer uso, o que desaparecen del patrimonio luego de utilizarlas, como el dinero o las bebidas.
- No consumibles: aquellas que no se agotan con su primer uso, como los bienes raíces, los libros o el vestuario.

### Según su divisibilidad
- Divisibles: que aun separándose en partes sigue manteniendo su valor económico, como el trigo.
- Indivisibles: que pierden su valor si se dividen, como un diamante, una mesa o un vehículo.

### Según su capacidad comercial
- Comerciables: son aquellas cosas que se pueden comprar y vender, pues su enajenación no está prohibida, como los muebles de un hogar.
- No comerciables: son aquellas que por disposición de la ley no pueden ser objeto de relaciones jurídicas privadas, por ende no pueden ser enajenadas, traspasadas o cedidas y no son susceptibles de apropiación particular, como una plaza pública, un lago o un bien embargado.

### Según entidad requerida en el tráfico
- Fungibles: son aquellas cosas que pueden ser sustituidas entre sí, pues están definidas solo en función del género al cual pertenecen. Para los romanos las cosas fungibles eran determinadas por su peso, número, o medida, y de allí proviene su denominación in genere, como por ejemplo el trigo, el vino o el dinero.
- No fungibles: se caracterizan por la imposibilidad de ser sustituidas, ya que se determinan por sus cualidades intrínsecas a su esencia misma que los hacen únicos. Por ejemplo, el caballo Filibustero de Juan Pérez, no puede ser sustituido por otro similar, o el cuadro La Gioconda de da Vinci, que es único, por lo que tampoco puede ser sustituido por otro.

### Según su apropiabilidad
- Apropiables: que pueden estar a nombre de una persona en particular, como los muebles de un hogar o un libro.
- Inapropiables: que son comunes para toda la humanidad y, por ende, no pueden pertenecer a nadie en particular, como el aire, el océano.

### Según su existencia
- Presentes: que existen al momento de ser objeto de una declaración de voluntad, como una finca.
- Futuras: aquellas que no existen en la actualidad, pero pueden llegar a existir según el curso normal de los acontecimientos, como la cosecha del año que viene, o los bienes que deje el causante al fallecer.

## Las cosas en el derecho romano
El vocablo «cosa» se usa para indicar todo aquello que tenga una existencia en la naturaleza y se diferencia de la expresión «bien», que puede ser cualquier cosa que proporcione alguna clase de utilidad al hombre y sea susceptible de apreciación económica. Por ejemplo, las rocas en medio del océano son cosas, mas no bienes.
Los juristas romanos se referían a ella con la nomenclatura res, limitada al objeto material (corpus), en oposición a los actos del hombre. Denota una cosa corporal, físicamente delimitada y jurídicamente independiente.
En las fuentes romanas se encuentra la clásica división de las cosas en res intra patrimonium y en res extra patrimonium, según sean bienes económicos de los particulares o no.
Otra clasificación más comprensiva y precisa, clasifica las cosas en res in commercio y res extra commercium. Y además denomina res nullius a las cosas in commercio que no son propiedad de nadie y res delictæ a aquellas cuya propiedad ha renunciado el dueño por abandono.

### Res extra commercium

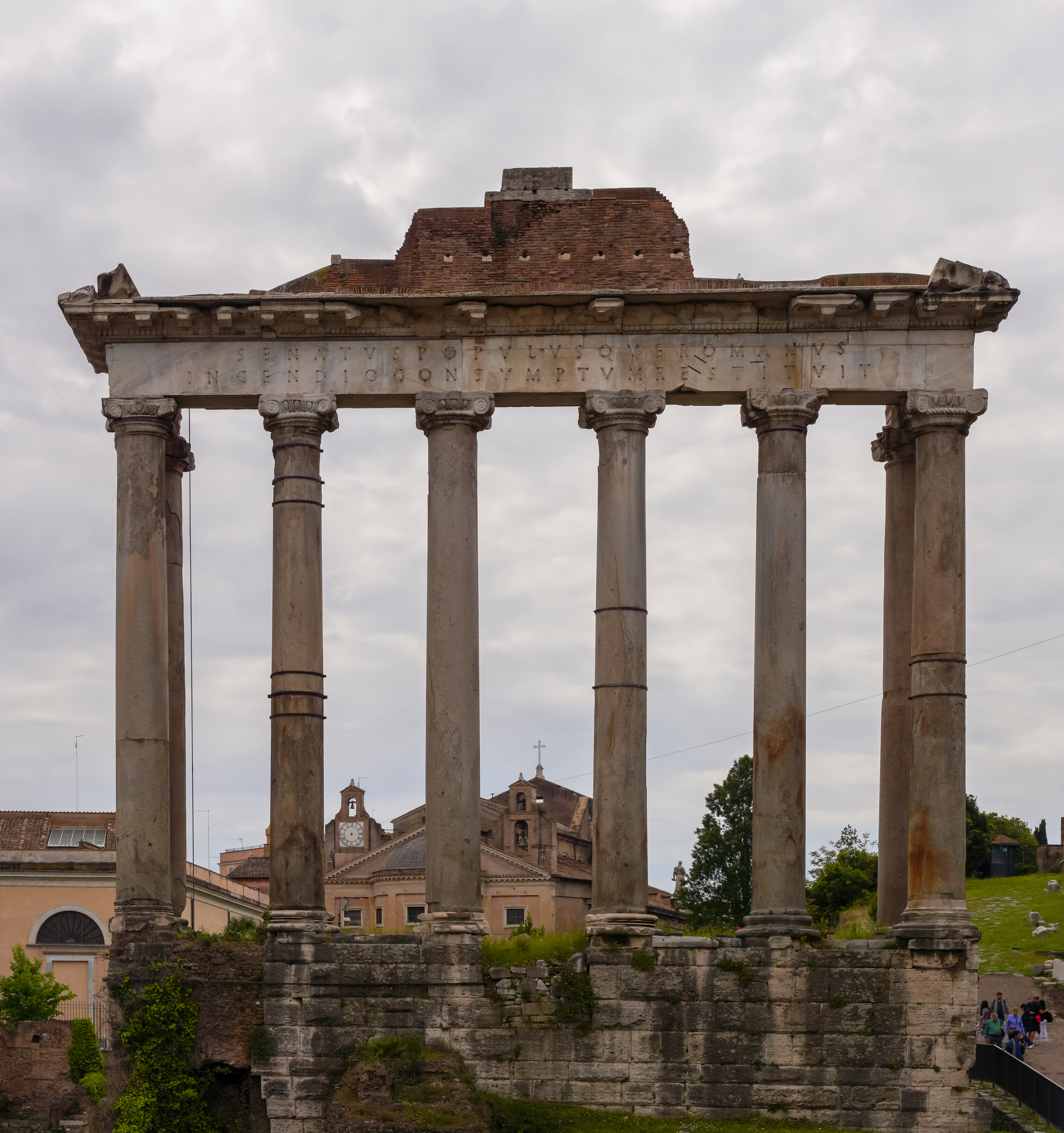
Templo de Saturno en Roma. Considerado como Res sacræ.

Aquí se cuentan las cosas que no son susceptibles de relaciones jurídico-patrimoniales por prescripción de la norma divina o por disposición de la ley, de donde surge la división de las cosas:
- Res divini iuris: sacræ, religiosæ, sanctæ. Las res divini iuris son las cosas de derecho divino. Entre ellas se encontraban las cosas sagradas (res sacræ), consagradas a los dioses superiores y puestas bajo su autoridad como los templos; las cosas religiosas (religiosæ) consagradas a los dioses inferiores, como los sepulcros; y, las cosas santas (sanctæ), como los muros y puertas de la ciudad.

- Res humani iuris: communes, publicæ, universitates, Private o Singulorum. Las res humani iuris eran las cosas del derecho humano. Entre las cosas excluidas del comercio se encontraban las cosas comunes (res communes omnium) como el aire, el agua; las cosas públicas (res publicæ) como las cosas del pueblo entre las que se pueden mencionar el río y sus orillas, los puertos; y las res universitates, que eran las cosas que integraban el patrimonio de una comunidad y que estaban afectadas al uso de sus miembros, como los teatros, los foros, los baños públicos, etc. Y las Res privatse o singulorum. Son las cosas que la persona particular puede hacer entrar a su patrimonio y que los jurisconsultos y sobre todo los comentaristas del Derecho Romano han subdividido en muchos miembros: res mancipi y res nec mancipi, res corporales y res incorporales, cosas muebles y cosas inmuebles, etcétera.

### Res intra commercium
- Res mancipi y Res nec mancipi: Conocidas desde la época de la Ley de las XII Tablas. Eran mancipi las cosas cuya propiedad se transmitía por el derecho civil formal y solemne mediante la mancipatio, o mediante la in iure cessio. Eran cosas mancipables las de mayor valor en la primitiva economía agrícola, como los fundos o las heredades y las cosas situadas en el suelo de Italia, como el acueducto, los esclavos y los animales de carga. Todas las demás cosas se agrupaban en las res nec mancipi. Esta clasificación fue abolida en el derecho imperial con el Emperador Justiniano I.[3]

- Cosas corporales e incorporales: Las fuentes romanas distinguían este tipo de clasificación,[4][5] que habría obedecido a la influencia de la filosofía helénica sobre el derecho romano. Las primeras eran aquellas cuya materialidad es percibida por los sentidos, es decir, las cosas tangibles, como un fundo, un esclavo. Las cosas incorporales eran las que son producto de una abstracción, como un crédito, el derecho de propiedad, etc.

- Cosas muebles e inmuebles: Aparece tras la desaparición de la clasificación en res mancipi y res nec mancipi. Son muebles (res mobiles) las cosas inanimadas que pueden trasladarse de un lugar a otro por una fuerza exterior, sin ser deterioradas. Son inmuebles, las que físicamente es imposible que cambien de lugar, como los fundos o predios.

- Cosas consumibles y no consumibles: Se distinguió además entre las cosas consumibles, es decir, aquellas cuyo uso o destino normal las destruye física o económicamente, como los alimentos y el dinero, de las cosas no consumibles, que son las susceptibles de su uso repetido sin que provoque otra consecuencia que su mayor o menor desgaste.

- Cosas fungibles y no fungibles: Las cosas fungibles son aquellas que pueden sustituirse por otras de la misma categoría, tomándose en cantidad, por peso, número o medida como lo son el vino, el trigo, el dinero. Son no fungibles las que tienen su propia individualidad y no admiten la sustitución por otra como una obra de arte, un esclavo o un fundo.

- Cosas divisibles e indivisibles: Un objeto es físicamente divisible cuando, sin ser destruido enteramente, puede ser fraccionado en porciones reales cada una de las cuales, después de la división,  forma un todo particular e independiente, que conserva en proporción la utilidad de la cosa originaria. Ejemplo de ello es un fundo. Es indivisible, en cambio, el que no admite partición sin sufrir daño o menoscabo, o como dicen las fuentes, sin que la cosa perezca.[6] Ejemplo de este último son los animales o una pintura.

- Cosas simples y cosas compuestas: Las cosas que constituían un solo todo, una unidad orgánica e independiente eran cosas simples, como un esclavo, una viga o una piedra. Cosas compuestas eran las que resultaban de la suma o agrupamiento de cosas simples. Estas se subdividían en materiales como las naves o los edificios e inmateriales como los rebaños o una biblioteca.

- Cosas principales y cosas accesorias: Principales eran las que cuya existencia y naturaleza están determinadas por sí solas, sirviendo a las necesidades del hombre; y las accesorias, las que estaban subordinadas o dependían de otra cosa principal como el marco con respecto a un cuadro o la piedra preciosa en relación con el anillo.

- Cosas fructíferas y no fructíferas: Dentro de las cosas fructíferas se comprenden aquellas que dan con carácter de periódico cierto producto o frutos, que conviene separarlo. Son no fructíferas las que no tienen esa cualidad.  Ejemplo de fructíferas son la leña de los bosques, las frutas de los árboles, la leche, como así también las rentas, los alquileres, etc.